# تيموثي مو
تيموثي مو (بالإنجليزية: Timothy Mo)‏‏ (30 ديسمبر 1950 في هونغ كونغ - ) كاتب، وصحفي، وروائي من المملكة المتحدة.

## من رواياته
- الملك القرد - 1978
- حلو حامض - 1982
- فائض الشجاعة - 1991

## روابط خارجية
- تيموثي مو على موقع IMDb (الإنجليزية)
- تيموثي مو على موقع الموسوعة البريطانية (الإنجليزية)
- تيموثي مو على موقع قاعدة بيانات الفيلم (الإنجليزية)